# Напольные Выселки
Напольные Выселки — деревня Грязновского сельского поселения Михайловского района Рязанской области России.

## Общие сведения

### Население
| 1859 | 1897 | 1906  | 2010 |
| ---- | ---- | ----- | ---- |
| 461  | ↗849 | ↗1043 | ↘23  |

### Климат
Климат умеренно континентальный, характеризующийся тёплым, но неустойчивым летом, умеренно-суровой и снежной зимой. Ветровой режим формируется под влиянием циркуляционных факторов климата и физико-географических особенностей местности. Атмосферные осадки определяются главным образом циклонической деятельностью и в течение года распределяются неравномерно.
Согласно статистике ближайшего крупного населённого пункта — г. Рязани, средняя температура января −7.0 °C (днём) / −13.7 °C (ночью), июля +24.2 °C (днём) / +13.9 °C (ночью).
Осадков около 553 мм в год, максимум летом.
Вегетационный период около 180 дней.

## История

### Этимология
- Другое название селения Мамоновские выселки по фамилии помещика Мамонова.[6]
- Напольный — на поле, по наполью бывающий, к нему относящийся[7][8].
- По преданию, во времена восстания Емельяна Пугачёва, крестьяне села Жмурово поддержали его и тоже затеяли волнения. Но попытка была неудачной, и вскоре местный помещик выселил всех бунтовщиков на поле. Отсюда и Напольные Выселки.[9]
- В «Административно-территориальном делении Рязанской области» за 1970 год деревня записана как Напольновские Выселки.